# آتنه‌آ دل کاستیو
آتنه دل کاستیلو (انگلیسی: Athenea del Castillo؛ زادهٔ ۲۴ اکتبر ۲۰۰۰) بازیکن فوتبال است.
وی همچنین در تیم‌های ملی فوتبال Spain women's national under-19 football team, Spain women's national under-20 football team، و زنان اسپانیا بازی کرده‌است.